# Biosofía
Biosofía (término proveniente de las raíces griegas Bios y Sophos, entendiéndose como sabiduría de la vida) es un movimiento humanista fuertemente influenciado por Baruch Spinoza, filósofo del siglo XVII. La biosofía se define a sí misma como "la ciencia y el arte de una "vida inteligente" (en inglés, intelligent living), basada en la conciencia y la práctica de valores espirituales, principios éticos y sociales y características de personalidad (o carácter), esenciales para la libertad individual y la armonía social" En principio, la diferencia entre biosofía y biología consiste en que esta última es el estudio científico de los organismos.

## Historia y peculiaridades
El término habría sido usado por primera vez por Ignaz Paul Vitalis Troxler (1806), filósofo suizo influenciado por Friedrich Schelling. Más tarde por Peter Wessel Zapffe.
Reclamaciones del Instituto de Biosofía habrían hecho lo propio para que Frederick Kettner, inspirado por el organicismo de Constantin Brunner, fuese reconocido como el fundador de esta escuela.

Biósofos actuales incluyen a Jong Bhak quien reinterpretaría la Biosofía como un modo de hacer filosofía incluyendo en la reflexión desarrollos científicos.
La biosofía de Jong Bhak, inspirada por el logicismo de Bertrand Russell, intentaría hacer computable la filosofía del hombre.

En 1998, Anna Öhman y Svenolov Lindgren presentaron un programa biosófico en Internet. El intento de ambos sería el de sistematizar y circunscribir en un marco filosófico a los estudios biológicos.
Algunos de los objetivos del programa biosófico tendrían actualidad, por ejemplo en el plano de la internáutica, el de la integración de los individuos de acuerdo a intereses mutuos. Así como también el tendido de redes entre los intereses y organizaciones con el fin de disolver todo tipo de prejuicio ideológico.

Un dato relevante es la insistencia del programa en el tópico de la Paz, tal y como muestra la formulación de este objetivo: "Crear Departamentos de Paz, a cargo de un Secretario de Paz, en cada gobierno nacional...".
En la actualidad, la biosofía se encuentra en un proceso de readaptación y renovación, de la mano de jóvenes autores como Vladimir Schlevkov. La meta principal de las nuevas corrientes biosóficas es la incorporación de sus doctrinas y reflexiones al desarrollo ecosocial del hombre en el siglo XXI.